# آرسه (شر)
آرسه (به فرانسوی: Arçay) یک کمون در فرانسه است که در canton of Levet واقع شده‌است. آرسه ۱۸٫۳۲ کیلومتر مربع مساحت دارد.